# Ato Boldon
Ato Boldon (Port of Spain, 30 de dezembro de 1973) é um antigo atleta de Trinidad e Tobago, campeão mundial e quatro vezes medalhado nos Jogos Olímpicos. Só houve, até agora, outros dois homens na história, Frankie Fredericks da Namíbia e Carl Lewis dos Estados Unidos, que conquistaram tantas medalhas olímpicas nas disciplinas de velocidade do atletismo como Boldon.